# Варшавска митрополия
Варшавската митрополия (на полски: Metropolia warszawska) е една от 14-те църковни провинции на католическата църква в Полша. Създадена е през 1818 година от папа Пий VII. Настоящата и територия е установена през 1992 година с булата „Totus Tuus Poloniae Populus“ на папа Йоан-Павел II. Обхваща три епархии. 
Заема площ от 17 650 км2 и има 3 306 934 верни.

## Епархии
В състава на митрополията влизат епархиите с центрове Варшава, квартал Прага и Плоцк.
- Варшавска архиепархия – архиепископ митрополит Кажимеж Нич
- Варшавско-Пражка епархия – епископ Ромуалд Камински
- Плоцка епархия – епископ Пьотър Либера

## Фотогалерия
- Базилика „Св. Йоан Кръстител“, катедрален храм на Варшавската архиепархия
- Базилика „Св. св. Михаил и Флориан“, катедрален храм на Варшавско-Пражката епархия
- Базилика „Успение Богородично“, катедрален храм на Плоцката епархия